# Ahsewiesen (VO)
Koordinaten: 51° 38′ 0″ N, 8° 2′ 12″ O

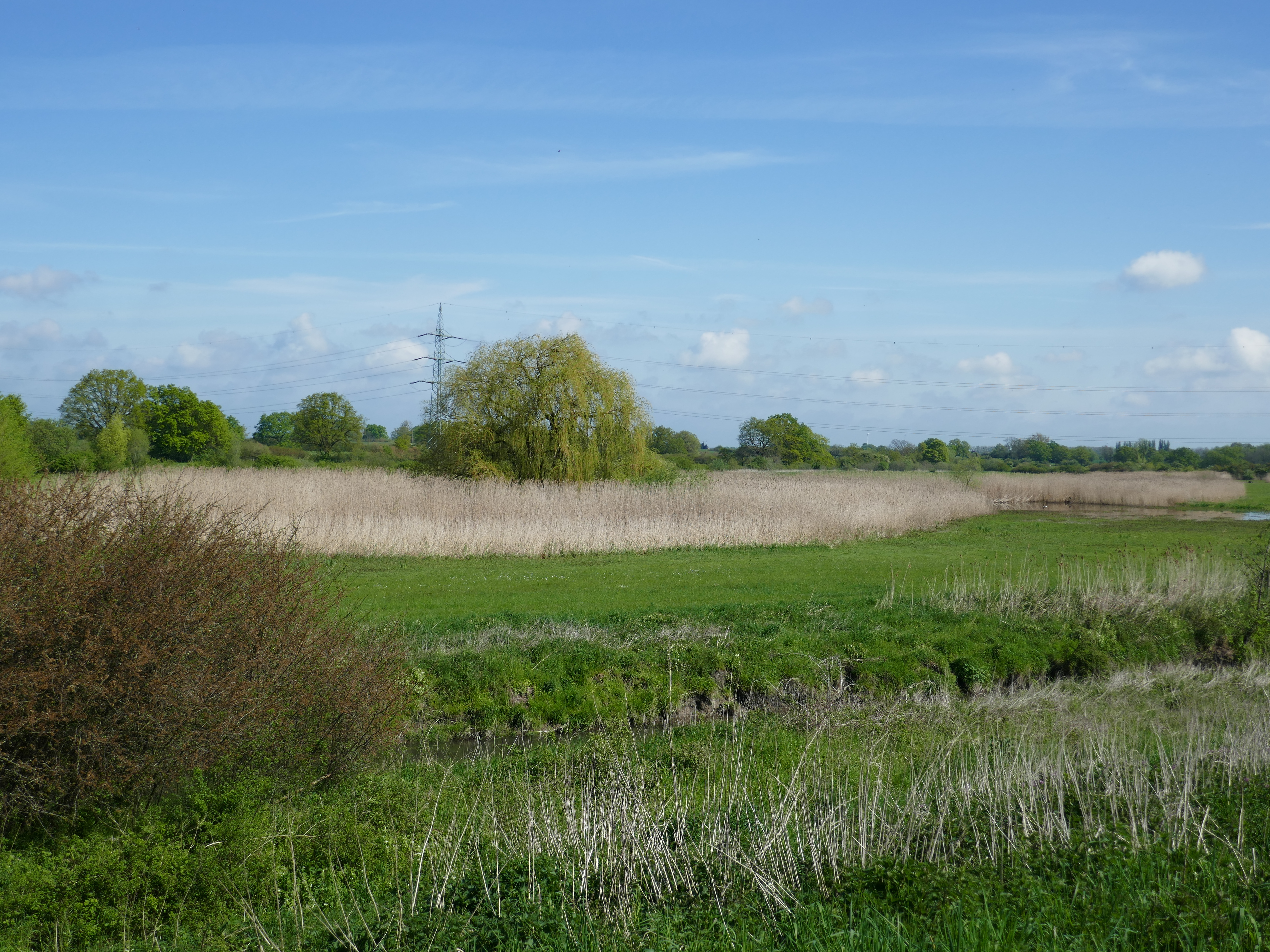
Ahsewiesen

Das Naturschutzgebiet Ahsewiesen (VO) liegt auf dem Gebiet der Gemeinde Welver im Kreis Soest in Nordrhein-Westfalen.
Das Gebiet erstreckt sich nordöstlich des Kernortes Welver direkt anschließend östlich von Hacheney. Nordwestlich verläuft die Landesstraße L 795 und südlich die L 670. Durch das Gebiet fließt die Ahse.
Das Naturschutzgebiet ist als zusammenhängendes Schutzgebiet des EU-Vogelschutzgebiets „Lippeaue zwischen Hamm und Lippstadt mit Ahsewiesen“ ausgewiesen.

## Bedeutung
Für Welver ist seit 1993 ein 179,06 ha großes Gebiet unter der Schlüsselnummer SO-001 als Naturschutzgebiet ausgewiesen.